# 山下友弘
山下 友弘（やました ともひろ、1968年 - ）は、日本の脚本家。
株式会社GONZOのアニメーション作品で脚本を手がけた後、2009年に開催された「第1回TBS連ドラ・シナリオ大賞」に応募した「夜の女教師組」が佳作を受賞し、同作を原案とした連続ドラマ「黒の女教師」が2012年に放送された。同賞から連続ドラマ化作品が制作されたのは、これが初めてのことである。

## 作品

### ドラマ
- 黒の女教師（2012年）　企画原案・第一話脚本

### アニメ
- LASTEXILE（2003年）　脚本
- 巌窟王（2004年）　脚本
- RED GARDEN（2006年）　シリーズ構成・脚本
- アフロサムライ（2006年）　脚本
- あたしンち（2006年 - 2009年）　脚本
- ぜんまいざむらい（2006年 - 2010年）　脚本
- はなかっぱ（2010年 - ）　脚本
- ファンタジスタ (2014年-2015年)　シリーズ構成・全話脚本

### ゲームシナリオ
- Izanagi Online（2013年‐）　シナリオ